# Solieria immaculata
Solieria immaculata là một loài ruồi trong họ Tachinidae.